# Nieve visual
El síndrome de la nieve visual es una condición neurológica reconocida en la cual los pacientes afirman ver puntos blancos o negros en la totalidad de su campo visual. En las personas que lo perciben, el problema está siempre presente y puede durar años.
Las migrañas y los acúfenos son comorbilidades frecuentes, y ambas están asociadas a los casos más severos del síndrome.
La causa es desconocida. Algunas investigaciones señalan como principal causa una sobre-excitabilidad de las neuronas en el giro lingual derecho.
No hay tratamiento establecido para la nieve visual. En algunos casos se prescriben fármacos utilizados en la prevención de la migraña con aura, como la lamotrigina, la acetazolamida, o el verapamilo. No obstante, pocas veces dan resultado y la evidencia sobre su efectividad es muy limitada.

## Sintomatología y diagnóstico
Los pacientes refieren "nieve" en todo su campo de visión, similar al ruido estático en una televisión. Además, muchos pacientes presentan otros tipos de problemas visuales tales como fenómenos entópticos, palinopsia o post-imágenes.
La nieve visual se manifiesta en un espectro clínico, con distintos grados de severidad. La presencia de comorbilidades tales como la migraña o los acúfenos se ha asociado separadamente a una mayor gravedad de los síntomas visuales.

#### Diagnóstico
El síndrome de nieve visual es un trastorno recogido en la clasificación internacional de trastornos del dolor de cabeza (IHS, por sus siglas en inglés) como una complicación de las migrañas. El criterio diagnóstico propuesto es el siguiente:
- Puntos continuos, dinámicos, minúsculos en el campo visual.
- Al menos dos de los siguientes síntomas visuales:
  - Palinopsia.
  - Fenómenos entópticos exagerados (miodesopsias, fotopsias, fenómeno entóptico del campo azul, fosfenos).
  - Fotofobia.
  - Nictalopia.
- Los síntomas no son consistentes con el aura de migraña típica.
- Los síntomas no se atribuyen a otro trastorno (oftalmológico, abuso de drogas, etcétera).

Los pacientes con síndrome de nieve visual suelen presentar comorbilidades como migrañas, tinnitus, ansiedad y depresión.
Algunos neurooftalmólogos creen que la nieve visual es un síntoma mal entendido.[cita requerida] Los pacientes informan ver "nieve estática", como el ruido visual de una pantalla de televisión después de finalizar una transmisión, síntoma que se agrava al mirar una pared blanca o al leer. Muchos pacientes informan ver más nieve visual en condiciones de baja luminosidad. Esto tiene una explicación natural. "El ruido oscuro intrínseco de los conos del primate es equivalente a cuatro mil fotones absorbidos por segundo en niveles mas bajos de luz por debajo de estos. Las señales del cono están dominadas por ruido intrínseco".

## Causas
La causa es desconocida. Se cree que el mecanismo subyacente es una excitación excesiva de las neuronas dentro del cortex del cerebro, específicamente el giro lingual derecho y el lóbulo anterior cerebeloso izquierdo del cerebro.
La nieve visual no está causada por el uso de substancias psicotrópicas. El trastorno perceptivo persistente por alucinógenos, una condición causada por el uso de drogas alucinógenas, se vincula a la nieve visual, pero la conexión entre ambos es sujeto de discusión.

## Tratamientos
No se han completado estudios que prueben la efectividad y seguridad de ningún tratamiento para el síndrome de nieve visual. Las opciones de tratamiento actuales se basan en opinión experta o en informes de casos individuales o en un pequeño número de personas. Por lo tanto, es muy importante que una persona con síndrome de nieve visual hable con su médico acerca de los beneficios y riesgos de cualquier tratamiento.
Algunos tratamientos que se han probado en casos clínicos son los antiepilépticos (como la lamotrigina o la acetazolamida), medicamentos que se usan para controlar la presión arterial (como el verapamilo), antiinflamatorios no esteroideos (como el ibuprofeno, la aspirina, y el naproxeno), y el uso de lentes de contacto teñidas (lentes colorimétricas).
Debido a que el síndrome de la nieve visual puede asociarse con ansiedad o depresión, es importante hablar con un médico sobre los tratamientos adecuados para estas comorbilidades.